# Étienne Jacques Joseph Alexandre MacDonald
Etienne-Jacques-Joseph-Alexandre MacDonald, Duce de Taranto (n. 17 noiembrie 1765; d. 25 septembrie 1840) a fost un militar francez, Mareșal al Franței (din 1809), care a jucat un rol important în timpul perioadei napoleoniene. 
Locotenent în serviciul Provinciilor-Unite în 1785, MacDonald este din 1792 aghiotant al generalului Beurnoville, apoi Dumouriez și participă astfel la Războiul Primei Coaliții. Se remarcă la bătălia de la Jemmapes, unde câștigă gradul de locotenent-colonel. În 1793 devine general de brigadă și se distinge în mod repetat în armata din nord, câștigând rapid gradul de general de divizie (septembrie 1794). Petrece apoi o perioadă scurtă în cadrul „Armatei Rinului”, înainte de a fi afectat „Armatei din Italia”, comandând contingentul aflat la Roma (1798). Este silit într-o primă fază să evacueze orașul, dar apoi îl reocupă în decembrie după ce napolitanii sunt învinși la Civita Castellana. Începând cu 13 februarie 1799 îl înlocuiește pe generalul Championnet la comanda armatei din Neapole și este victorios la Modena, unde este rănit, iar apoi est învins de Suvorov la Trebbia (17 - 19 iunie). Revine în Franța pentru a își restabili starea de sănătate și este numit comandant al Versailles, susținând apoi Lovitura de Stat de la 18 Brumar. În 1800, este sub comanda lui Moreau în cadrul „Armatei Rinului” și un an mai târziu devine ambasador în Danemarca. 
La proclamarea Imperiului, în 1804, MacDonald îi ia apărarea lui Moreau, care se opunea schimbării de regim și astfel cade în dizgrație. Între 1807 și 1809 este în serviciul Neapolelui, dar revine în armata franceză în 1809, la declanșarea Războiului celei de-a Cincea Coaliții, servind în „Armata din Italia”, sub comanda viceregelui Italiei, prințul Eugène. Este rănit la Piave și apoi cucerește Laibach și Graz. Rolul său în cadrul bătăliei de la Wagram este foarte important, MacDonald conducând atacul final, care a fixat centrul austriac. Pentru conduita sa în timpul campaniei din 1809, generalul primește bastonul de Mareșal al Imperiului, pe 12 iulie 1809, devenind Duce de Taranto în decembrie. MacDonald este trimis apoi în Spania, comandând „Armata Cataluniei” între 1810 - 1811 și înregistrând două succese la Cervera și Manresa, dar fiind înfrânt la Larisbal și Valls (ianuarie 1811). În timpul campaniei din Rusia, comandă Corpul X (prusac) al Marii Armate și acoperă liniile de comunicație în zona baltică. După defecțiunea prusacilor, se repliază la Königsberg și Danzig. 
Un an mai târziu, se declanșează Războiul celei de-a Șasea Coaliții și, în timpul campaniei din Saxonia, MacDonald comandă Corpul XI al Marii Armate, câștigând o victorie la Merseburg și apoi aducându-și aportul la Lützen, înainte de a-și conduce din nou trupele către victorie la Bischofswerda. În mai, comandă aripa dreaptă la Bautzen dar este învins la Katzbach, remarcându-se însă ulterior la Wachau și Leipzig. În urma înfrângerii în această din urmă bătălie, se salvează traversând râul Elster înot și astfel poate participa la înfrângerea armatei bavareze la Hanau. Participă și la Campania din Franța, întârziind înaintarea Aliaților către Paris. Alături de Ney și Caulaincourt, face parte din delegația trimisă de Împăratul Napoleon I să negocieze cu inamicul iar după abdicarea Împăratului se raliază Bourbonilor, fiind numit pair al Franței. 
În timpul celor „100 de zile”, MacDonald a rămas fidel regalității, l-a însoțit pe Ludovic al XVIII-lea în drumul acestuia spre exil dar a refuzat să părăsească teritoriul Franței, înrolându-se în Garda Națională ca simplu grenadier. La reîntoarcerea pe tron, Ludovic al XVIII-lea îi încredințează dizolvarea „Armatei Loarei”, vestigiu al armatei imperiale, numindu-l apoi ministru de Stat și membru al Consiliului privat. Numele său este înscris pe Arcul de Triumf din Paris.